# Kentarō Ishii
Pour les articles homonymes, voir Ishii.
Kentarō Ishii (石井健太郎, Ishii Kentarō) est un joueur de shōgi professionnel japonais né le 13 avril 1992 à Chiba.

## Biographie et carrière
Kentarō Ishii est né en avril 1992 à Chiba.
Il est devenu professionnel avec un classement de 4e dan en octobre 2013 à l'âge de 21 ans, après avoir remporté le tournoi des 3e dan (avril-septembre 2013) avec 15 victoires et 3 défaites.
En 2015, il se qualifie pour le tournoi principal (16 joueurs) de la Coupe Asahi.
En 2022, Ishii se qualifie pour la demi-finale du championnat Oza en battant le Meijin Akira Watanabe (2020-2022).
En 2023-2024, Ishii réalise un score de huit victoires et deux défaites dans le groupe B2 du Meijinsen et se qualifie pour le tournoi de classement B1 du tournoi Meijin à partir de la saison 2024-2025. Grâce à cette promotion, il est classé 7e dan à partir de mars 2024.